# Periparus
Periparus là một chi chim trong họ Paridae.

## Các loài
| Hình ảnh | Tên khoa học            | Tên thông dụng | Phân bổ                                                            |
| -------- | ----------------------- | -------------- | ------------------------------------------------------------------ |
|          | Periparus rufonuchalis  |                | Ấn Độ, Trung Quốc, Pakistan, Turkestan, Kyrgyzstan, và Afghanistan |
|          | Periparus rubidiventris |                | Bhutan, Trung Quốc, Pakistan, Ấn Độ, Myanmar và Nepal              |
|          | Periparus ater          |                |                                                                    |